# Ruth Rustemeyer
Ruth Rustemeyer (* 25. Juni 1949 in Delbrück) ist eine deutsche Psychologin, die an der Pädagogischen Hochschule (PH) Freiburg Pädagogische Psychologie und an der Universität Koblenz Sozialpsychologie gelehrt hat. Nach ihrer Emeritierung lehrte sie an der Universität Paderborn im Studium für Ältere.

## Wissenschaftlicher Werdegang
Nach dem erziehungswissenschaftlichen Studium (ab 1971) an der Pädagogischen Hochschule Westfalen-Lippe Bielefeld einschließlich des Staatsexamens für das Lehramt an Grund- und Hauptschulen und dem Diplom für Pädagogik (1975) unterrichtete Ruth Rustemeyer nach dem zweiten Staatsexamen (1977) als Lehrerin die Fächer Biologie, Deutsch und Katholische Religion. Von 1978 bis 1980 studierte sie an der Universität Bielefeld Psychologie (Abschluss Dipl.-Psych.) und promovierte 1980 zum Dr. phil. in Psychologie. Das Thema der Dissertation lautete: Wahrnehmung eigener Fähigkeiten bei Jungen und Mädchen.
Nach den Tätigkeiten als Wissenschaftliche Angestellte (Fach Psychologie) und als Hochschulassistentin (Fach Pädagogik) an der Universität Paderborn habilitierte sie sich dort 1991 und erhielt die venia legendi für Psychologie. Das Thema der Habilitationsschrift lautete: Aufbau und Veränderung des Selbst. Versuch einer Integration unterschiedlicher Perspektiven.
1991 folgte sie dem Ruf auf eine Professur an der Pädagogischen Hochschule Freiburg und war Inhaberin des Lehrstuhls für Pädagogische Psychologie. Nach einer Gastprofessur an der Universität Wien (SS 1996) folgte sie 1996 dem Ruf an die Universität Koblenz auf einen Lehrstuhl für Sozialpsychologie.
Sie ist seit 1970 mit dem Regierungsschuldirektor Bernward Rustemeyer verheiratet.
Seit 2012 ist Rustemeyer im Studium für Ältere, Universität Paderborn, in der Lehre und Betreuung des Zertifikatsstudiums „Bürgerschaftliche Kompetenz in Wissenschaft und Praxis“ tätig. Das Studium für Ältere wird speziell für ältere Menschen angeboten. Es ist eine Form des lebenslangen Lernens, bei der Menschen im Alter von 55 Jahren und älter die Möglichkeit haben, an Universitäten und wissenschaftlichen Hochschulen zu studieren und sich weiterzubilden. Das Studium ermöglicht es älteren Menschen, vorhandene Fähigkeiten und Kompetenzen aufrechterhalten, neue Fähigkeiten zu erwerben, ihr Wissen zu erweitern und soziale Kontakte zu knüpfen. Viele ältere Studierende nutzen diese Möglichkeit, um geistig fit zu bleiben, ihre Interessen zu verfolgen und ihr Wissen zu vertiefen.

## Forschungsschwerpunkte
- Unterrichtspsychologie
- Förderung von Schüler/innen im mathematisch-naturwissenschaftlichen Bereich
- Frauen und Erwerbstätigkeit; Berufs- und Karriereorientierung von Frauen
- Ethik des Experiments; Methodenkritik
- Methode der Inhaltsanalyse
- Selbstkonzeptforschung
- Prokrastination
- Studieren im Alter

## Publikationen (Auswahl)
- Wahrnehmung eigener Fähigkeiten bei Jungen und Mädchen. Lang, Bern 1982.
- Praktisch-methodische Schritte der Inhaltsanalyse. Eine Einführung am Beispiel der Analyse von Interviewtexten. Aschendorff, Münster 1992.
- Aktuelle Genese des Selbst. Motive der Verarbeitung selbstrelevanter Informationen. Aschendorff, Münster 1993.
- Lehrberuf und Aufstiegsorientierung: Eine empirische Untersuchung mit Schulleiter/innen, Lehrer/innen und Lehramtsstudierenden. Waxmann, Münster 1998.
- Einführung in die Unterrichtspsychologie (3. Aufl.). WBG, Darmstadt 2011.
- Aufschieben, Vermeiden, Verzögern. Eine Einführung in die Prokrastination. WBG, Darmstadt 2013 (zusammen mit Claudia Callies)
- Studieren im Alter. Institutionelle Möglichkeiten – individuelle Voraussetzungen – theoretische Konzepte – praktische Umsetzung. Herder Verlag  2022 (zusammen mit Edith Rüdell).